# Patrick Baka Wa Bana
Namazihana Bachoke Patrick Baka wa Bana, né le 24 novembre 1985 à Goma, est un homme politique de République démocratique du Congo. Il est député national de la quatrième législature, élu de la circonscription de Bukavu  au Sud-Kivu

## Biographie

### Etude
Ses études primaires se sont déroulées à l’EP. Antenne d’Ibanda et à l’EP Lumière. Au niveau secondaire, il a fréquenté l’Institut Bwidi. Son parcours universitaire l’a conduit à l’Université Catholique de Bukavu (UCB), où il a étudié l’économie. Plus tard, il a poursuivi ses études à Chypre, obtenant un diplôme en Management Information Système (MIS). Sa soif d’apprentissage l’a ensuite conduit aux États-Unis, à Chicago, où il a obtenu des diplômes en Gestion des Ressources Humaines et en Entrepreneuriat et Responsabilité Sociale des Entreprises (CSR),